# Лаггален
Лаггален (нід. Laaghalen) — селище в нідерландській провінції Дренте. Входить до муніципалітету Мідден-Дренте. Його населення станом на 2004 рік складало 100 осіб.